# Уринарна инконтиненция
Уринарната инконтиненция представлява медицинско състояние, характеризиращо се с неволево изпускане на урина. Това състояние може да засегне хора от всякакви възрасти, но е по-често срещано при възрастни хора, особено при жените. Уринарната инконтиненция не е само физически проблем, но и може значително да повлияе на емоционалното и социалното състояние на засегнатите лица.

## Видове
1. Стресова инконтиненция: Неволно изпускане на урина при кашляне, кихане, смях или физическо натоварване. Това се дължи на слабост или увреждане на мускулите, свързани с уретрата.
2. Инконтиненция при неотложност: Известна още като ургентна инконтиненция, този вид се характеризира със силно и внезапно желание за уриниране, което е трудно да се контролира.
3. Смесена инконтиненция: Комбинация от стресова и ургентна инконтиненция.
4. Преливна инконтиненция: Възниква, когато пикочният мехур не се изпразва напълно, водещо до преливане и неволно изтичане на урина.
5. Функционална инконтиненция: Неволно изтичане на урина поради физически или психически пречки, които възпрепятстват навременното достигане до тоалетна.

## Причини
Причините за уринарна инконтиненция могат да бъдат много и разнообразни, включително, но не само:
- слабост на тазовите мускули, особено след раждане;
- увреждане на нервите, които контролират пикочния мехур;
- възпалителни процеси или инфекции на пикочните пътища;
- промени, свързани с възрастта;
- някои лекарства;
- хронични заболявания като диабет или множествена склероза.

## Диагностика
Диагностицирането на уринарна инконтиненция обикновено започва с медицинска анамнеза и физически преглед. Могат да бъдат предписани и допълнителни изследвания като уродинамично изследване, ултразвук на пикочния мехур и други.

## Лечение
Лечението на уринарна инконтиненция зависи от типа, причината и тежестта на състоянието. Някои общи подходи включват:
- кегелови упражнения – укрепване на мускулите на тазовото дъно;
- медикаментозно лечение – използване на лекарства за контролиране на инконтиненцията или увеличаване на тонуса на сфинктера;
- хирургическа интервенция.